# 카멜리타 지터
카멜리타 지터(Carmelita Jeter, 1979년 11월 24일 ~ )는 미국의 단거리 육상 선수이며, 2011년 세계 육상 선수권 대회 100m 챔피언이다. 일반적으로 대한민국의 언론과 미디어에서는 그녀의 성 Jeter를 뉴욕 양키즈의 데릭 지터의 경우처럼 지터라고 표기를 하지만 그녀 본인이 밝힌 정확한 발음은 Jetter처럼 발음하는 제터이다.
그녀는 2007년 세계 육상 선수권 대회와 세계 육상 결승 경기에서 각각 100m 동메달과 금메달을 획득하였다. 10.67초와 함께 세계 육상 결승 경기 2연승과 상하이 골든 그랑프리에서 10.64초와 함께 우승은 그녀를 100m에서 두 번째로 가장 빠른 여성 선수로 만들어 매리언 존스의 개인 최고 기록을 깨고 플로렌스 그리피스 조이너의 다년간 세계 기록에 가깝게 하였다.

## 어린 시절
로스앤젤레스에서 태어난 지터는 비숍 몽고메리 고등학교에서 수학하였고, 시초에 농구가 그녀의 가족에게 오히려 좋아하던 스포츠였으며 그녀의 남동생 유진은 후에 새크라멘토 킹스에 입단하였다. 그녀의 농구 코치는 그녀에게 육상을 시도하도록 암시하였고, 11.7초의 달리기는 단거리 달리기를 위한 그녀의 자연적 재능을 확립하였다.
지터는 캘리포니아 주립 대학교에 의한 수많은 NCAA 메달들을 위하여 기록을 세웠고, 대학의 첫 미국 올림픽 출전 합격한 선수가 되었다. 햄스트링 문제로 인하여 2003~05 시즌 동안에 거의 시합에 나가지 못하였고, 2007년 시니어 육상에 자신의 첫 영향력을 이룰 때까지 깊은 티슈 안마와 함께 치료를 받았다.

## 국제적 성공
2007년 지터는 국내 실내 육상 선수권 대회에서 개인 최고 기록 7.17초와 함께 60m 은메달을 땄고, 자신의 좋은 형성을 유지하여 아디다스 유상 클래식 대회에서 100m 개인 최고 기록을 11.04초로 향상하여 100m 4위를 하였다. 이에 단련하여 그녀는 국내 선수권 대회에서 토리 에드워즈와 로린 윌리엄스에 밀려 3위를 하면서 자신의 첫 주요 시합에 나가는 데 합격하였다. 오사카에서 열린 세계 육상 선수권 대회에 나가 개인 최고 기록 11.02초와 함께 100m 3위는 물론, 슈투트가르트에서 열린 세계 육상 결승 경기에서 우승을 거두었다.
이듬해 미국 올림픽 선발 시합에서 100m와 200m에 출전하였다. 준준결승전에서 개인 전력 10.97초를 세웠어도 준결승전을 지나서 진보하지 않았다. 200m에서는 6위를 하여 선발 후보들 중의 하나임에 불구하고 2008년 베이징 올림픽 팀에 이루지 않았다는 것이었다. 그해의 세계 육상 결승 경기에서 100m와 200m 경주에 나갈 수 있었으나 각각 4위와 5위에 머물고 말았다. 11월에 코치를 바꾸었으며, 모리스 그린 같은 선수들의 코치를 맡은 존 스미스와 함께 훈련하기로 결정하였다.
그녀의 2009년 시즌에 지터는 베를린에서 열리는 세계 육상 선수권 대회에 나가는 데 강한 상연들을 보였다. 실내 시즌에 60m를 7.11초로 달려 그해와 개인 최고 기록에 여러 선수들에 의한 가장 빠른 시간이 되었다. 자신의 실외 시즌에서 좋은 컨디션을 유지하였고, 마운트 샌안토니오 칼리지 릴레이에서 10.96초의 빠른 기록을 세우고 나이키 프리폰테인 클래식에서 금메달을 획득, 국내 실외 육상 선수권 대회에서 자신의 첫 국내 타이틀을 차지하였다. 런던 그랑프리에서 개인 전력 10.92초를 세워 100m 1위를 하였는 데 그 기록은 시즌의 그 점에서 세 번째로 빠른 시간이었고, 자메이카의 셸리앤 프레이저프라이스와 케런 스튜어트보다 느린 것이었다. 세계 육상 선수권 대회가 열리기 1주 전에 지터는 12년 만에 여성의 제일 빠른 단거리 릴레이였던 미국 400m 릴레이 팀의 일원이었다. 로린 윌리엄스, 앨리슨 펠릭스, 무나 리와 지터는 41.58초로 완료하여 스포츠 사상 처음 보는 명단에 8위를 기록하였다.
2009년 세계 육상 선수권 대회에서 지터는 준결승전에서 10.83초를 세워 결승전에 나가는 데 자신을 가장 빠른 합격 선수로 만들어 100m의 금메달 우승 후보들 중의 하나였다. 프레이저프라이스와 스튜어트에게 10분의 1초 차이로 밀려 자신의 2연속 동메달에 그치고 말았다. 선수권 대회 후에 경주들은 더욱 성공적으로 임명되었다 - 취리히와 브뤼셀에서 열린 골든 리그 대회에서 10.90초 달리기와 함께 강한 대항을 꺾었다.
또한 지터는 최종 주자로서 미국 릴레이 팀의 하나로서 뛰는 데 선택되었으나, 그들의 예선에서 알렉산드라 앤더슨과 무나 리 사이의 배턴 전달에서 리가 소름끼칠 정도로 자신의 다리에 부상을 당하여 릴레이 종목으로부터 탈락하는 원인을 가져오고 말았다. 결국 자메이카 팀이 우승을 차지하였다.
그녀는 중요한 한계에서 자신의 마지막 3개의 경주들을 우승하면서 2009년 세계 육상 결승 경기에 들어갔다. 그리스 테살로니키에서 열린 세계 육상 결승 경기에서 지터는 10.67초의 기록과 100m 2연승을 거두어 역사상 세 번째로 제일 바른 여성 육상 선수가 되었고, 선수권 기록을 세웠다. 이것을 12년 만에 가장 빠른 달리기였고, 매리언 존스와 플로렌스 그리피스 조이너 만이 능가하였던 시간이었으며 이전에 지터보다 0.16초 더 빨리 달린 것이었다. 1주 후에 상하이 골든 그랑프리에서 더 빨리 달리면서 10.64초와 함께 우승하였다.
30세의 나이로 지터는 하나의 시즌 안에 3분의 1초를 넘으면서 개인 기록을 향상시키고, 스포츠 사상 처음 보는 명단에 존스와 그리피스 조이너 사이에 등급을 매겼다. 국내 실내 선수권 대회에서 그녀는 60m 전력을 7.02초로 향상시켰다. 이 시간은 아직도 라번 존스-페레트보다 느렸으며, 제터는 2010년 세계 실내 육상 선수권 대회를 위하여 더 멀리 향상하는 데 결심하였다.
2012년 런던 올림픽에서 지터와 그녀의 동료 선수들 - 티애나 매디슨, 앨리슨 펠릭스와 비앙카 나이트는 400m 릴레이에서 세계 신기록 40.82초와 함께 금메달을 획득하였다. 그녀는 또한 100m 은메달과 200m 동메달을 따기도 하였다.

## 참고 문헌
1. ↑  “보관된 사본”. 2012년 8월 7일에 원본 문서에서 보존된 문서. 2012년 10월 28일에 확인함.
2. ↑  http://www.ibtimes.com/jeter-wins-silver-medal-carmelita-jeter-related-derek-jeter-738876